# Virou
Virou är en ort i Burkina Faso.   Den ligger i regionen Boucle du Mouhoun, i den centrala delen av landet, 170 km väster om huvudstaden Ouagadougou. Virou ligger 270 meter över havet och antalet invånare är 1 001.
Terrängen runt Virou är platt. Närmaste större samhälle är Boromo, 6,4 km nordost om Virou.
Omgivningarna runt Virou är en mosaik av jordbruksmark och naturlig växtlighet. Runt Virou är det ganska glesbefolkat, med 34 invånare per kvadratkilometer.